# Moldaviërs

Vlag van Moldavië

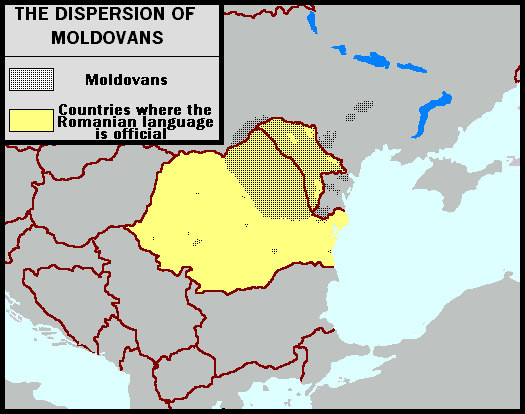
Donkergrijs: Leefgebied van de Moldaviërs

De Moldaviërs (Moldavisch/Roemeens: Moldoveni) zijn een etnische groep die vooral in Bessarabië leven. Ze maken 76,1% deel uit van de totale populatie van Moldavië. In Oekraïne worden ze erkend als minderheid; ze zijn daar 0,56% van de totale populatie. Verder maken de Moldaviërs 32,1% van de bevolking van de de facto autonome republiek Transnistrië uit. Russen en Oekraïners vormen daar samen de meerderheid van de bevolking.

## Moldaviërs in Oekraïne
De Moldaviërs van Oekraïne wonen alle in de oblast Odessa. De meesten wonen in de regio Boedzjak (78.300). In het Rayon Reni vormen de Moldaviërs met circa 49% van een bevolking van 39.903 personen (volkstelling 2001) een relatieve meerderheid. In het Rayon Izmail vormen de Moldaviërs met 27% van een bevolking van 54.550 personen de tweede groep.
Ook in het noorden van de oblast Odessa wonen Moldaviërs. In het Rayon Kotovsk vormen ze 25,9% van de bevolking van 30.627 personen. In het Rayon Krasni Okny ten slotte vormen ze 11% van een bevolking van 22.879 personen.